# Jérôme Monnet
Ne doit pas être confondu avec Jérôme Monod.
Jérôme Monnet, né le 19 septembre 1975 à Bourg-en-Bresse dans l'Ain, est un joueur français de basket-ball. Il évolue au poste de pivot.

## Biographie
Il joue cinq ans en Pro B et Pro A à la JL Bourg Basket, puis cinq saisons à la JDA Dijon, toujours en Pro A  puis trois ans à l'ALM Evreux.